# Lo que dirán (documental)
Lo que dirán (conocida internacionalmente como Some might say) es una película documental del año 2017, dirigido por Nila Núñez. Aborda las diferentes perspectivas acerca de la vida que tienen dos chicas musulmanas.

## Argumento
Ahlam y Aisha son dos chicas musulmanas de origen marroquí y pakistaní respectivamente que estudian 2º curso de Bachillerato en el Instituto Joan Coromines de Barcelona. A lo largo del documental, ellas van exponiendo y analizando sus identidades y lo que estas conllevan: posturas y creencias acerca de la religión, la vida... El hilo narrativo gira en torno a un trabajo que realizan para clase y en el que analizan los diferentes aspectos que convergen en el uso o no del hiyab.

## Contexto
La película fue rodada como trabajo para el Máster  Teoría y Práctica del Documental Creativo de la Universidad Autónoma de Barcelona.

## Premios y distinciones[3]
- Premio a la mejor película española - Gijón, 2017.
- Premio a la mejor dirección (película española) - Gijón, 2017.
- Invitado de honor al Festival Internacional de Cine de Guadalajara (FICG) - México, 2017.
- Premio al mejor documental Festival SomCinema (festival de l’audiovisual català) Lérida 2018.
- Mención especial del jurado. Sección documentales en competición. Festival Cinespaña de Toulouse 2018.
- Premio Residencia de l’Alternativa Panorama. 25.ª edición de l’Alternativa, Festival de Cine Independiente de Barcelona. 2018